# نهر المقطع
نهر المقطّع، بالكنعانية: قيشون ويعرف أيضا باسم نهر حيفا (بالعبرية: נחל הקישון، نحال هكيشون، والكيشون يعني المنحني; باللاتينية: Rivus Pacida، ريڤوس پاسيدا). هو نهر يجري من شرقي جنين من مناطق بيت قاد ودير أبو ضعيف في الضفة الغربية، أكثر من 70 كم، حتى مصبه للبحر الأبيض المتوسط في خليج حيفا.

## المجرى
تبدأ منابع الجنوبيّة نهر المقطع من تلال الفقوعة في جنين، وتجري إلى الغرب مخترقة مرج ابن عامر؛ ثم تتجمع في الشمال الشرقي لتل المتسلم، ثم تجري نحو بشكل متقطع (ومنه الاسم) إلى الشمال الغربي إلى أن تصب في خليج حيفا. وروافد هذا النهر الشمالية تاتي من منطقة سهل البطوف، وكذلك منطقة جبال طرعان وجبال الناصرة وشفاعمرو جنوبيّ سهل عكا.

## الحوض
يبلغ تصريفه السنوي 10 ملايين متر مكعب؛ وتبلغ مساحة حوض النهر حوالي 1,090كم2.
حوض النهر الجنوبي يضم سفوح جبل فقوعة الغربية وسفوح مرتفعات جنين وجبال أم الفحم. يمتد الوض شمالا ليشمل سهل البطوف وطرعان بالإضافة إلى روافد تلال الناصرة وجبل طابور وجبل الدحي؛ وسهل مرج ابن عامر، السفوح الشرقية لجبل الكرمل وسهل عكا.